# Siły Zbrojne Republiki Mołdawii
Siły Zbrojne Republiki Mołdawii (rum. Forțele armate ale Republicii Moldova) – siły i środki wydzielone przez Republikę Mołdawii w celu ochrony jej interesów i prowadzenia walki zbrojnej. Zwierzchnikiem Sił Zbrojnych jest prezydent Mołdawii.
Mołdawskie siły zbrojne liczą około 8,5 tys. żołnierzy w służbie czynnej, z czego 4 tys. w Siłach Lądowych, 710 w Siłach Powietrznych i 2 tys. paramilitarnych karabinierów. Rezerwa liczy 67 tys. żołnierzy. Według rankingu Global Firepower (2025) Siły Zbrojne Republiki Mołdawii stanowią 134. siłę militarną na świecie. 
W skład Sił Lądowych wchodzą 3 brygady zmotoryzowane: „Moldowa”, „Stefan Cel Mare” i „Dacja”oraz 5 batalionów: 1 Lekkiej piechoty przeszkolony do prowadzenia misji pokojowych, 1 Inżynieryjny, 1 Łączności, 1 Sił specjalnych i 1 Gwardii, w skład którego wchodzą: Kompania honorowa, Kompania ochrony, Kompania sztabowa i Kompania żandarmerii wojkowej. Siły Lądowe posiadają także Dywizję artylerii (odpowiednik brygady) oraz niezależną Kompanię ochrony przed bronią masowego rażenia.
W skład Sił Powietrznych wchodzi Pułk Obrony Przeciwlotniczej „Dimitrie Cantemir” z wyrzutniami rakiet S-125. Siły Powietrzne użytkują bazę lotniczą Decebal. 

## Zadania
Zgodnie z obowiązującą konstytucją Mołdawia jest państwem neutralnym i nie akceptuje prowadzenia działań wojennych z wyjątkiem samoobrony.
W celu realizowania swojego prawa do samoobrony i zapewnienia bezpieczeństwa wojskowego Mołdawia ma siły zbrojne, których głównym celem jest obrona suwerenności, niepodległości, integralności i innych żywotnych interesów Mołdawii, lokalizacji i likwidacji konfliktów zbrojnych i innych aktów zbrojnej agresji na terenie Mołdawii zagrażających jej porządkowi państwowemu.

## Skład
W skład Sił Zbrojnych Republiki Mołdawii wchodzą:
- Armia Narodowa, w tym:

- Siły Lądowe (Forțele Terestre ale Republicii Moldova),
- Siły Powietrzne (Forțele Aeriene ale Republicii Moldova);

- Generalny Inspektorat Karabinierów (Inspectoratul General de Carabinieri)[b].

Do 2012 roku w skład Sił Zbrojnych Republiki Mołdawii wchodziły jeszcze oddziały straży granicznej (Trupele de Grăniceri).

## Podległość i dowództwo
Najwyższe kierownictwo nad siłami zbrojnymi sprawuje prezydent, parlament i rząd. Parlament zapewnia regulację ustawodawczą i sprawuje kontrolę parlamentarną w dziedzinie obrony narodowej. Prezydent jest Najwyższym Dowódcą Sił Zbrojnych i odpowiada za stan systemu obronnego państwa. Jego organem doradczym jest Najwyższa Rada Bezpieczeństwa (Consiliul Suprem de Securitate). Rząd odpowiada za organizację działań i realizację środków dotyczących obrony narodowej, a także na koordynacje zadań pomiędzy ministerstwami. Wyspecjalizowanym organem administracji rządowej organizującym, koordynującym i kierującym działaniami związanymi z obronnością państwa jest ministerstwo obrony (Ministerul Apărării).
W czasie pokoju i w czasie wojny kierownictwo nad siłami zbrojnymi sprawuje Najwyższe Dowództwo Sił Zbrojnych (Comandamentul Suprem al Forțelor Armate), na którego czele stoi prezydent jako Najwyższy Dowódca Sił Zbrojnych (Comandantul Suprem al Forțelor Armate), który wydaje rozkazy i dyrektywy wiążące całe Siły Zbrojne. W skład Najwyższego Dowództwa Sił Zbrojnych wchodzą również minister obrony (ministrul apărării), jako zastępca Najwyższego Dowódcy Sił Zbrojnych, szef Sztabu Generalnego Armii Narodowej (șeful Marelui Stat Major al Armatei Naționale) i komendant Generalnego Inspektoratu Karabinierów (comandantul Inspectoratului General de Carabinieri).
Obsługę Najwyższego Dowództwa Sił Zbrojnych zapewnia Sztab Generalny Sił Zbrojnych (Stat Major General al Forțelor Armate) dowodzony przez szefa Sztabu Generalnego Armii Narodowej. Sztab Generalny Sił Zbrojnych tworzony jest na bazie Sztabu Generalnego Armii Narodowej (Marele Stat Major al Armatei Naționale), w skład którego wchodzi ponadto szef sztabu Generalnego Inspektoratu Karabinierów (șeful statului major al Inspectoratului General de Carabinieri) i inne osoby mianowane przez Najwyższego Dowódcę Sił Zbrojnych, z racji pełnienia swoich stanowisk.

## Uzbrojenie

### Siły lądowe[16]
- Opancerzony samochód rozpoznawczy BRDM-2
- Pływający transporter opancerzony MT-LB
- Pływający transporter opancerzony MT-LBu
- Transportery opancerzone BTR-60PU-12 i BTR-60PB
- Transporter opancerzony TAB-71M
- Transporter opancerzony BTR-70
- Transporter opancerzony BTR-80
- Transporter opancerzony Pirania IIIH
- Desantowy transporter opancerzony BTR-D
- Samochód terenowy HMMWV
- Samobieżna wieloprowadnicowa wyrzutnia rakietowa BM-27 Uragan
- Opancerzony pojazd z wyrzutnią przeciwpancernych pocisków kierowanych 9P148 Konkurs
- Opancerzony pojazd z wyrzutnią przeciwpancernych pocisków kierowanych 9P149 Szturm-S
- Moździerz samobieżny kal. 120 mm 2S9 Nona
- Haubica kal. 122 mm M-30
- Haubica kal. 152 mm D-20
- Haubica kal. 152 mm 2A36 Gigant-B
- Armata przeciwpancerna kal. 100 mm MT-12
- Armata przeciwlotnicza kal. 23 mm ZU-23-2
- Armata przeciwlotnicza kal. 57 mm S-60

### Siły powietrzne
- Śmigłowiec wielozadaniowy Mi-2[17]
- Śmigłowiec wielozadaniowy Mi-8[17]
- Samolot transportowy An-26[17]
- System kierowanych pocisków rakietowych ziemia-powietrze S-125[16]
- Radar obrony powietrznej Ground Master 200[16]